# احمد کشوری
احمد کشوری (۳۱ تیر ۱۳۳۲ – ۱۵ آذر ۱۳۵۹) سرگرد خلبان بالگردهای بل-۲۰۶آ جت رنجر و بل ای‌اچ-۱ کبرا در هوانیروز ارتش جمهوری اسلامی ایران بود که در جنگ ایران و عراق کشته شد. سرشناسی وی به دلیل شرکت در سرکوب شورش ۱۳۵۹–۱۳۵۷ کردستان ایران، حضور فعال ۳ ماهه در جنگ ایران و عراق و نحوه کشته‌شدنش است. درجهٔ او پس از درگذشتش به سرلشکر ارتقا یافت.

## زندگی شخصی
احمد کشوری در ۳۱ تیر ۱۳۳۲ ه‍.ش در فیروزکوه به دنیا آمد. کشوری اصالتاً بروجردی بود. او دوران دبستان و دبیرستان را در مناطق کیاکلا، سرپل تالار و بابل گذراند. پدر او در ابتدا از فرماندهان ژاندارمری بود و سپس از این سمت استعفا داد و به کشاورزی پرداخت. وی در دوران نوجوانی علاقه‌مند به هنر بود و در مسابقه طراحی، مقام نخست کشوری را کسب کرده بود. او پس از اخذ مدرک دیپلم، قصد ورود به دانشگاه داشت اما به خاطر فقر و مشکلات مالی، از این هدف درماند و برای به هوانیروز وارد شد. او بعداً در سال ۱۳۵۵ ه‍.ش ازدواج کرد و از این ازدواج یک پسر و دختر داشت.

## سوابق نظامی
کشوری در سال ۱۳۵۱ وارد ارتش شاهنشاهی ایران شد و دوره آموزشی بالگرد بل-۲۰۶آ جت رنجر و سپس بالگرد جنگنده بل ای‌اچ-۱ کبرا را با موفقیت پشت سر گذاشت. او در دوران خدمتش در ارتش، چند بار مورد بازجویی قرار گرفت. به گفته منابع ایرانی، وی تدارک یک کودتا علیه دولت شاپور بختیار را داشت و طرح آن را به پسندیده، برادر روح‌الله خمینی داد؛ اما پیش از قطعی شدن این اقدام، انقلاب اسلامی ایران به پیروزی رسید.
در دوران پس از انقلاب اسلامی، کشوری به عنوان خلبانان در خدمت ارتش، فعال بود. احمد کشوری جزء گروهی بود که برای رفع محاصره نیروهای مصطفی چمران در پاوه، اقدام کرد و توانست او را از محاصره نجات دهد. وی در یک پرواز عملیاتی در تاریخ ۳ خرداد ۱۳۵۹ در منطقه سقز، پس از انهدام ادوات نظامی دشمن، از ناحیه سینه و بازو به خاطر برخورد ترکش، آسیب دید و به بیمارستان تهران منتقل شد. در همین حین، خبر حمله عراق به ایران منتشر شد و وی برای درگیری با نیروهای عراقی، به منطقه عملیاتی بازگشت. او در این دوران مسئول حراست از منطقه سرپل ذهاب تا مهران بود. او در این دوره فرماندهی تیم آتش هوانیروز در استان ایلام را برعهده داشت.

## آخرین عملیات و کشته شدن
در پی عملیاتی که از ۱۳ آذر ۱۳۵۹ ه‍.ش آغاز شد، کشوری به همراه چند تن دیگر از نیروهای هوانیروز برای انهدام ادوات جنگی عراقی به داخل عراق می‌رود و در تاریخ ۱۵ آذر ۱۳۵۹ پس از انجام عملیات، در راه بازگشت، مورد تعقیب دو میگ عراقی قرار می‌گیرد. تعقیب و گریز ادامه پیدا می‌کند و در داخل خاک ایران و در ای‍لام (م‍ن‍طق‍ه م‍ی‍م‍ک - دره ب‍ی‍ن‍ا) مورد اص‍اب‍ت راک‍ت‌ه‍ای ۲ ف‍رون‍د میگ عراقی قرار گرفته و در خاک ایران سقوط کرده و کشته می‌شود. در این عملیات، کمک خلبان او زنده می‌ماند و توسط نیروهای ایرانی نجات پیدا می‌کند و یکی از ۲ فروند میگ عراقی نیز با پدافند هوایی ایران، منهدم می‌گردد. 
پیکر او در ابتدا به کرمانشاه و سپس به تهران منتقل شد و در قطعه ۲۴ بهشت زهرای تهران دفن شد.

## پاسداشت
روز کشته شدن او در تقویم جمهوری اسلامی ایران، روز هوانیروز نامیده شده است. در آذرماه ۱۳۹۱ نام شهرستان کیاکلا به سیمرغ تغییر یافت. گفتنی است که فاطمه سیلاخوری مادر وی، پیشتر در دیدار با استاندار مازندران در منزل احمد کشوری، از تغییر نام شهرستان کیاکلا به سیمرغ دفاع کرده و ضمن اعلام موافقت با تغییر نام کیاکلا و ارتقا به شهرستان گفت: «سیمرغ رمز عملیات احمد کشوری بود و مسئولان منطقه به این دلیل این نام را انتخاب کردند.»

## اثرشناسی
مجموعه تلویزیونی سیمرغ ساخته حسین قاسمی جامی، محصول سال ۱۳۷۱ شبکهٔ ۱ سیمای جمهوری اسلامی ایران روایت‌گر زندگی ۲ تن از خلبانان هوانیروز ارتش جمهوری اسلامی ایران احمد کشوری و علی‌اکبر شیرودی است. داستان زندگانی او به صورت رمان برای نوجوانان نیز منتشر شده است.
کتاب چای آخر که توسط سازمان عقیدتی سیاسی ارتش جمهوری اسلامی ایران تهیه و چاپ شده است، دربارهٔ زندگی احمد کشوری نوشته شده است. کتاب «سیمرغ» به کوشش حجت شاه‌محمدی و امیر معصومی، توسط نشر هفت منتشر شده است. این کتاب دربردارنده خاطرات همرزمان کشوری است. کتاب خانه‌ای کوچک با گردسوز روشن کتابی مصور از خاطرات کشوری است که توسط مسعود آب‌آذری با همکاری ابراهیم فلاح نوشته شده است. کتاب «ققنوس» کتاب دیگری است که براساس زندگی کشوری نوشته شده و اثر زینب عطائی است. این کتاب توسط انتشارات امیرکبیر منتشر شده است.